# 国民民主党ネパール
国民民主党ネパール（こくみんみんしゅとうネパール、ネパール語: राष्ट्रिय प्रजातन्त्र पार्टी नेपाल、英: Rastriya Prajatantra Party Nepal）は、ネパールの右派政党、旧王党派。国家民主党ネパールとも。2005年、同じく右派政党の国民民主党から分裂。党首はギャネンドラ国王の親政時代の内務大臣であったカマル・タパ。
主要7党派がボイコットした2006年の統一地方選挙ではカトマンズ市長はじめ多くの市長を当選させた。
2008年4月10日のネパール制憲議会選挙で4議席確保。5月28日の王制廃止の採決では反対票を投じた唯一の政党。
8月15日の首相選挙では毛沢東派のプラチャンダに投票した。これに対して党首のカマル・タパに反発する幹部が大量に離党し、国民民主党に入党するという事態が起こっている。